# Гэрити, Трой
Трой Гэрити (англ. Troy Garity) — американский актёр кино и телевидения. Наиболее известен по ролям в фильмах «Солдатская девушка» (2003), «Пекло» (2007) и «Охотники на гангстеров» (2013).

## Биография
Трой О’Донован Гэрити Хайден родился 7 июля 1973 в семье актрисы Джейн Фонды и её мужа, либерального активиста и политика Тома Хайдена. Фамилия Гэрити, впоследствии использованная Троем для съёмок в кино, принадлежала его бабушке по отцовской линии. Детство и юность будущий актёр провёл в Санта-Монике.
Трой Гэрити дебютировал на широких экранах ещё в детстве, в 1981 году, сыграв не указанную в титрах роль мальчика в семейной драме «На золотом озере», где также снимались его мать и дед Генри Фонда.
Прорывом для актёра стал телевизионный драматический фильм Фрэнка Пирсона «Солдатская девушка», вышедший на телеэкраны в 2003 году. Трою досталась роль Бэрри Уинчелла — молодого американского солдата, который был убит сослуживцами за отношения с трансгендерной женщиной. Эта работа принесла Гэрити премию «Молодой Голливуд» и номинацию на «Золотой глобус» в категории «лучшая мужская роль в мини-сериале или телефильме». В том же 2003 году Гэрити снялся в главной роли в независимой драме «Милуоки, штат Миннесота» и получил признание среди кинокритиков.
В 2007 году снялся в фильме Дэнни Бойла «Пекло». Режиссёр не был знаком с предыдущими работами Гэрити, но был впечатлён его уровнем игры на прослушивании и дал ему роль Харви, астронавта-связиста.
С 2015 по 2019 снимался в сериале «Игроки», где играл роль спортивного агента Джейсона Антолотти. Также в 2017 году сыграл журналиста Джеффри Деннинга в сериале «Стрелок».
27 августа 2007 года Гэрити женился на актрисе Симоне Бент (англ. Simone Bent).

## Фильмография
| Год       |    | Русское название        | Оригинальное название    | Роль                          |
| --------- | -- | ----------------------- | ------------------------ | ----------------------------- |
| 1981      | ф  | На золотом озере        | On Golden Pond           | маленький мальчик             |
| 1997      | ф  | Теория заговора         | Conspiracy Theory        | врач-интерн                   |
| 2001      | ф  | Бандиты                 | Bandits                  | Харви Поллард                 |
| 2002      | ф  | Парикмахерская          | Barbershop               | Айзек Розенберг               |
| 2003      | тф | Солдатская девушка      | Soldier's Girl           | рядовой Бэрри Уинчелл         |
| 2003      | ф  | Милуоки, штат Миннесота | Milwaukee, Minnesota     | Альберт Берроуз               |
| 2004      | ф  | После заката            | After the Sunset         | Люк                           |
| 2007      | ф  | Пекло                   | Sunshine                 | Харви, связист                |
| 2008      | ф  | Полёт длиною в жизнь    | Winged Creatures         | Рон Аблер                     |
| 2009      | ф  | Мой единственный        | My One and Only          | Бекер                         |
| 2009      | ф  | Один день из жизни      | A Day In The Life        | офицер Клут                   |
| 2009      | с  | Доктор Хаус             | House                    | Хэнк Хардвик                  |
| 2011      | ф  | Хороший доктор          | The Good Doctor          | Дэн                           |
| 2011—2012 | с  | Босс                    | Boss                     | Сэм Миллер                    |
| 2013      | ф  | Охотники на гангстеров  | Gangster Squad           | Ревок                         |
| 2014      | ф  | Саботаж                 | Sabotage                 | агент DEA Сполчек             |
| 2015—2019 | с  | Игроки                  | Ballers                  | Джейсон Антолотти             |
| 2016      | ф  | Парикмахерская 3        | Barbershop: The Next Cut | Айзек Розенберг (камео)       |
| 2017      | с  | Стрелок                 | Shooter                  | Джеффри Деннинг               |
| 2019      | с  | Частный детектив Магнум | Magnum, P.I.             | Джеймс Харрис / Дэниел Скорди |